# 伊森比特尔
伊森比特尔是德国下萨克森州的一个市镇。总面积18.65平方公里，总人口6232人，其中男性3114人，女性3118人（2011年12月31日），人口密度334人/平方公里。